# Olympische Winterspiele 1988/Shorttrack
Bei den XV. Olympischen Spielen 1988 in Calgary fanden zehn Wettbewerbe im Shorttrack statt. Austragungsort war der Max Bell Centre. Die Shorttrack-Rennen hatten bei ihrer olympischen Premiere den Status einer Demonstrationssportart.

## Medaillenspiegel
| Platz | Land                   | Gold | Silber | Bronze | Gesamt |
| ----- | ---------------------- | ---- | ------ | ------ | ------ |
| 1     | Niederlande            | 2    | 2      | 1      | 5      |
| 2     | Südkorea               | 2    | –      | –      | 2      |
| 3     | Vereinigtes Königreich | 2    | –      | –      | 2      |
| 4     | Kanada                 | 1    | 6      | 3      | 10     |
| 5     | Italien                | 1    | 1      | 2      | 4      |
| 6     | Japan                  | 1    | 1      | 1      | 3      |
| 7     | Volksrepublik China    | 1    | –      | 2      | 3      |
| 8     | Frankreich             | –    | –      | 1      | 1      |

## Ergebnisse Männer

### 500 m
| Platz | Land | Sportler            | Zeit (s) |
| ----- | ---- | ------------------- | -------- |
| 1     | GBR  | Wilf O’Reilly       | 44,80    |
| 2     | CAN  | Mario Vincent       | 45,15    |
| 3     | JPN  | Tatsuyoshi Ishihara | 45,37    |
| 4     | CAN  | Robert Dubreuil     | 45,38    |
| 5     | CAN  | Michel Daignault    | 45,10    |
| 6     | ITA  | Orazio Fagone       | 46,35    |
| 7     | KOR  | Kim Ki-hoon         | 48,82    |
| 8     | JPN  | Toshinobu Kawai     | 49,12    |

Datum: 23. Februar, 13:00 Uhr
32 Teilnehmer aus 10 Ländern.

### 1000 m
| Platz | Land | Sportler            | Zeit (min) |
| ----- | ---- | ------------------- | ---------- |
| 1     | GBR  | Wilf O’Reilly       | 1:33,44    |
| 2     | CAN  | Michel Daignault    | 1:33,66    |
| 3     | FRA  | Marco Bella         | 1:34,45    |
| 4     | JPN  | Tatsuyoshi Ishihara | 1:35,72    |
| 5     | CAN  | Louis Grenier       | 1:37,17    |
| 6     | ITA  | Roberto Peretti     | 1:48,33    |
| 7     | KOR  | Lee Joon-ho         | DSQ        |
| 8     | KOR  | Kim Ki-hoon         | 1:37,20    |

Datum: 24. Februar, 20:12 Uhr
32 Teilnehmer aus 10 Ländern.

### 1500 m
| Platz | Land | Sportler            | Zeit (min) |
| ----- | ---- | ------------------- | ---------- |
| 1     | KOR  | Kim Ki-hoon         | 2:26,68    |
| 2     | CAN  | Louis Grenier       | 2:26,99    |
| 3     | ITA  | Orazio Fagone       | 2:27,16    |
| 4     | ITA  | Roberto Peretti     | 2:27,24    |
| 5     | CAN  | Mario Vincent       | 2:27,34    |
| 6     | CAN  | Michel Daignault    | 2:28,15    |
| 7     | KOR  | Lee Joon-ho         | 2:38,19    |
| 8     | JPN  | Tatsuyoshi Ishihara | 2:38,65    |

Datum: 22. Februar, 20:33 Uhr
32 Teilnehmer aus 10 Ländern.

### 3000 m
| Platz | Land | Sportler            | Zeit (min) |
| ----- | ---- | ------------------- | ---------- |
| 1     | KOR  | Lee Joon-ho         | 5:21,63    |
| 2     | NED  | Charles Veldhoven   | 5:22,39    |
| 3     | CAN  | Michel Daignault    | 5:30,68    |
| 4     | NED  | Peter van der Velde | 5:31,07    |
| 5     | CAN  | Mario Vincent       | 5:31,15    |
| 6     | KOR  | Mo Ji-soo           | 5:32,24    |
| 7     | JPN  | Tatsuyoshi Ishihara | 5:32,70    |
| 8     | NED  | Jaco Mos            | 5:36,26    |

Datum: 25. Februar, 19:35 Uhr
32 Teilnehmer aus 10 Ländern.

### 5000 m Staffel
| Platz | Land | Sportler                                                      | Zeit (min) |
| ----- | ---- | ------------------------------------------------------------- | ---------- |
| 1     | NED  | Charles Veldhoven Peter van der Velde Jaco Mos Richard Suyten | 7:29,05    |
| 2     | ITA  | Roberto Peretti Enrico Peretti Orazio Fagone Hugo Herrnhof    | 7:30,39    |
| 3     | CAN  | Louis Grenier Robert Dubreuil Mario Vincent Michel Daignault  | 7:35,47    |
| 4     | USA  | Andy Gabel Patrick Moore Brian Arseneau David Besteman        | 7:47,59    |

Datum: 25. Februar, 20:40 Uhr
Insgesamt waren sechs Teams am Start. Die Teams aus Japan und dem Vereinigten Königreich schieden in den Vorläufen aus.

## Ergebnisse Frauen

### 500 m
| Platz | Land | Sportlerin        | Zeit (s) |
| ----- | ---- | ----------------- | -------- |
| 1     | NED  | Monique Velzeboer | 48,28 s  |
| 2     | CAN  | Eden Donatelli    | 48,34 s  |
| 3     | CHN  | Li Yan            | 48,84 s  |
| 4     | CAN  | Sylvie Daigle     | 49,64 s  |
| 5     | JPN  | Yumiko Yamada     | 49,57 s  |
| 6     | ITA  | Christina Sciolla | 49,75 s  |
|       | NED  | Simone Velzeboer  | DNF      |
|       | JPN  | Eiko Shishii      | DNF      |

Datum: 23. Februar, 21:00 Uhr
32 Teilnehmerinnen aus 11 Ländern.

### 1000 m
| Platz | Land | Sportlerin         | Zeit (min)   |
| ----- | ---- | ------------------ | ------------ |
| 1     | CHN  | Li Yan             | 1:39,00 (WR) |
| 2     | CAN  | Sylvie Daigle      | 1:41,15      |
| 3     | NED  | Monique Velzeboer  | 1:43,10      |
| 4     | CHN  | Qiao Jing          | 1:46,38      |
| 5     | CAN  | Maryse Perreault   | 2:25,50      |
| 6     | CHN  | Li Jinyan          | DSQ          |
| 7     | CAN  | Eden Donatelli     | 1:40,06      |
| 8     | ITA  | Maria Rosa Candido | 1:40,21      |

Datum: 25. Februar, 20:12 Uhr
32 Teilnehmerinnen aus 11 Ländern.

### 1500 m
| Platz | Land | Sportlerin         | Zeit (min) |
| ----- | ---- | ------------------ | ---------- |
| 1     | CAN  | Sylvie Daigle      | 2:37,61    |
| 2     | NED  | Monique Velzeboer  | 2:37,77    |
| 3     | CHN  | Li Yan             | 2:37,92    |
| 4     | JPN  | Eiko Shishii       | 2:38,19    |
| 5     | JPN  | Yumiko Yamada      | 2:39,49    |
| 6     | CAN  | Nathalie Lambert   | 2:44,77    |
| 7     | ITA  | Maria Rosa Candido | 2:43,64    |
| 8     | CHN  | Qiao Jing          | 2:43,91    |

Datum: 23. Februar, 12:27 Uhr
32 Teilnehmerinnen aus 11 Ländern.

### 3000 m
| Platz | Land | Sportlerin         | Zeit (min) |
| ----- | ---- | ------------------ | ---------- |
| 1     | JPN  | Eiko Shishii       | 5:25,44    |
| 2     | CAN  | Sylvie Daigle      | 5:25,82    |
| 3     | ITA  | Maria Rosa Candido | 5:25,89    |
| 4     | JPN  | Hiromi Takeuchi    | 5:26,52    |
| 5     | CHN  | Li Yan             | 5:28,68    |
| 6     | CAN  | Nathalie Lambert   | 5:37,36    |
| 7     | JPN  | Nobuko Yamada      | 5:47,29    |
| 8     | CAN  | Maryse Perreault   | 5:51,97    |

Datum: 24. Februar, 19:35 Uhr
29 Teilnehmerinnen aus 11 Ländern.

### 3000 m Staffel
| Platz | Land | Sportlerinnen                                                          | Zeit (min)   |
| ----- | ---- | ---------------------------------------------------------------------- | ------------ |
| 1     | ITA  | Maria Rosa Candido Gabriella Monteduro Barbara Mussio Cristina Sciolla | 4:45,88 (WR) |
| 2     | JPN  | Hiromi Takeuchi Eiko Shishii Yumiko Yamada Nobuko Yamada               | 4:46,91      |
| 3     | CAN  | Sylvie Daigle Nathalie Lambert Eden Donatelli Marye Perreault          | 4:49,77      |
| 4     | CHN  | Li Yan Li Jinyan Qiao Jing Zhang Yanmei                                | 4:50,00      |

Datum: 24. Februar, 20:55 Uhr
Insgesamt waren sechs Teams am Start. Die Teams aus den Niederlanden und den Vereinigten Staaten schieden in den Vorläufen aus.